# Герб Могилёва
Герб Могилёва  — официальный символ города Могилёва наряду с флагом.

## История
Первый герб города был утверждён в 1577 году Стефаном Баторием.
По окончании Русско-польской войны Могилёву за боевые заслуги польский король и великий князь литовский Ян II Казимир пожаловал новый герб с элементом герба «Погони». Описание герба гласило :

В голубом поле три башни, в открытых центральных воротах — рыцарь в панцире с поднятой саблей в руке; на башне круглый вывесок с изображением государственного герба "Погоня".
Оригинальный текст (бел.)у блакітным полі тры вежы, у адчыненай сярэдняй браме — рыцар у панцыры з уздзетай шабляй у руцэ; на вежы круглы шыльд з выявай дзяржаўнага герба „Пагоня“

Вопрос, в чем состояли боевые заслуги города, остается дискуссионным. По одной версии, городская шляхта в 1661 году организовала заговор против русского воеводы Могилева, истребила русский гарнизон стрельцов и сдала город гетману Великого княжества Литовского П.Сапеге. По другой — жители города подняли мятеж против притеснений русскими стрельцами. В результате которого был уничтожен весь стрелецкий гарнизон, и в город приглашены литовско-польские войска.
Современный герб города был утверждён 3 января 2005 года.

## Описание
Герб города Могилева представляет собой изображение на голубом фоне барочного щита трех серебряных башен, в открытых воротах средней из которых находится серебряный рыцарь в доспехах с поднятым над головой мечом. Вверху над воротами на усеченном по своему основанию круглом красном щите под кровлей центральной башни находится серебряный вооруженный всадник с мечом и щитом. Нижний угол щита, отделенный изображением башен, зеленый.
Оригинальный текст (бел.)Герб места Магілёва ўяўляе сабою выяву ў блакітным полі барокавай тарчы трох срэбных вежаў, у адчыненай браме сярэдняй зь якіх знаходзіцца срэбны рыцар у дасьпехах з паднятым над галавой мечам. Угары над варотамі на ўсечанай па сваёй аснове круглай чырвонай тарчы пад дахам цэнтральнай вежы знаходзіцца срэбны ўзброены вершнік зь мечам і тарчай. Дольны кут тарчы, аддзелены выявай вежаў, зялёны.

## Галерея

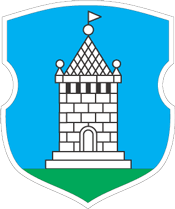
Первый герб Могилёва. 1577 год
Герб 1781 года